# Emanuele Filiberto (cuirassé)
Le Emanuele Filiberto est un cuirassé pré-dreadnought construit pour la marine royale italienne (Regia Marina) dans les années 1890. 

Sa quille a été posée en octobre 1893 et il a été lancé en septembre 1897 ; les travaux ont été achevés en avril 1902 et mis en service le 6 septembre 1901. Il avait un navire-jumeau, le Ammiraglio di Saint Bon, le navire de tête de la classe Ammiraglio di Saint Bon. Il était armé d'une batterie principale de quatre canons de 254 mm (10 pouces) et pouvait atteindre une vitesse supérieure à 18 nœuds (33 km/h).
Le Emanuele Filiberto a servi dans l'escadron actif de la marine italienne pendant les premières années de sa carrière. Il a été affecté à la 3e division pendant la guerre italo-turque de 1911-1912. Pendant la guerre, il a participé aux assauts sur Tripoli en Afrique du Nord et sur l'île de Rhodes en Méditerranée orientale. Il était obsolète au moment de la Première Guerre mondiale et devait être démantelé en 1914-1915, mais le besoin de navires de guerre a donné un répit au Emanuele Filiberto. Il a passé la guerre comme navire de défense portuaire à Venise. Il a été rayé du registre naval en juin 1920 et ensuite démoli pour la ferraille.

## Conception et description

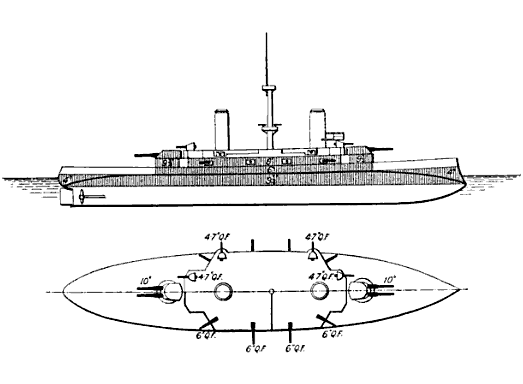
Plan et dessin de profil de la classe "Ammiraglio di Saint Bon".

Le Emanuele Filiberto mesurait 105 mètres de long à la ligne de flottaison et 111,8 m de long hors tout (Lht). Il avait une largeur de 21,12 m et un tirant d'eau maximum de 7,27 m. Le Emanuele Filiberto déplaçait 9 645 tonnes longues (9 800 tonnes) à charge normale et 9 940 tonnes longues (10 100 tonnes) à pleine charge.
Le navire avait une proue inversée et un franc-bord relativement bas de seulement 3 m. Il avait une superstructure assez grande avec une tour de contrôle et un pont élevé à l'avant et un grand mât militaire équipé de toupies de combat placé au milieu du navire. A côté du mât, le navire transportait un certain nombre de petites embarcations. Le Emanuele Filiberto avait un équipage de 565 officiers et hommes de troupe.
Le système de propulsion du navire était constitué de deux moteurs à vapeur à triple expansion, qui entraînaient une paire d'hélices. La vapeur pour les moteurs était fournie par douze chaudières cylindriques à tubes de fumée alimentées au charbon, qui étaient dirigées vers une paire de cheminées très espacées. Les moteurs du Emanuele Filiberto avaient une puissance nominale de 13 522 chevaux-vapeur (10 083 kW). Son système de propulsion permettait une vitesse de pointe de 18,1 nœuds (33,5 km/h) et une autonomie d'environ 5 500 milles nautiques (10 200 km) à 10 nœuds (19 km/h).

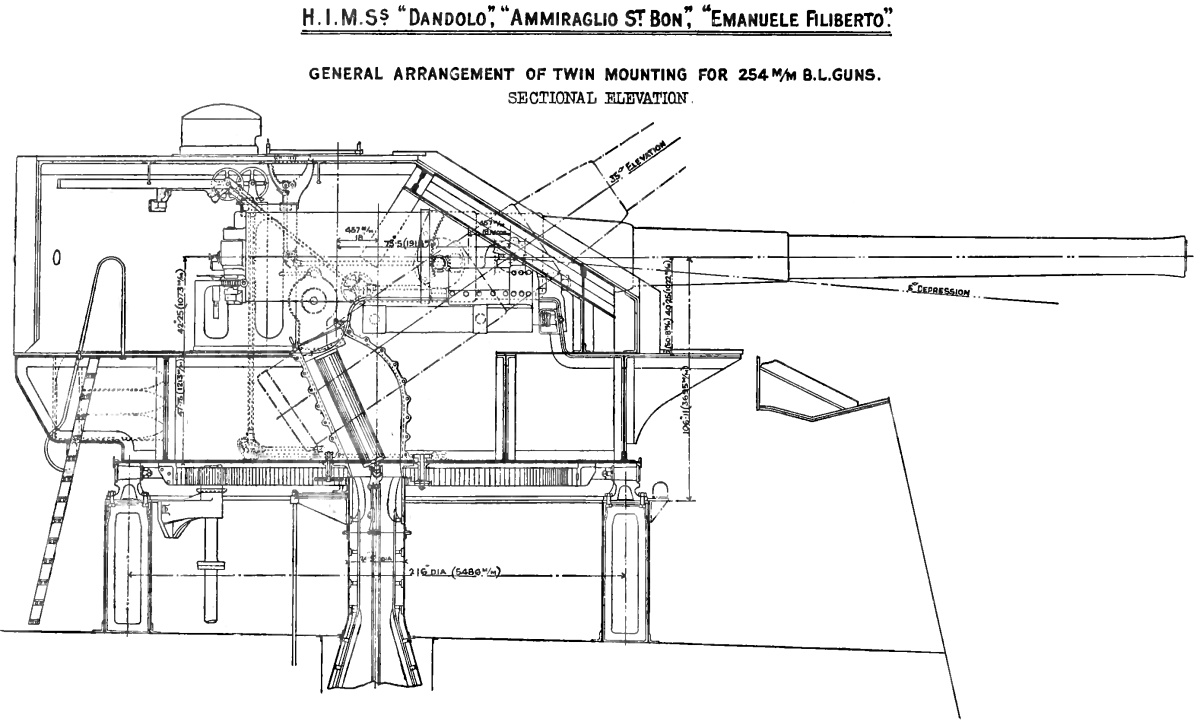
Diagramme d'élévation à droite de la tourelle du canon de 10 pouces de calibre 40 d'Elswick Ordnance.

Tel qu'il était construit, le navire était armé d'une batterie principale de quatre canons de 254 mm (10 pouces) de calibre 40 placés dans deux tourelles jumelées, l'une à l'avant et l'autre à l'arrière. Il était également équipé d'une batterie secondaire de huit canons de 152 mm (6 pouces) de calibre 40 placés dans des casemates individuelles au milieu du navire, et de six canons de 76 mm (3 pouces) de calibre 40 placés dans des supports pivotants blindés directement au-dessus de la batterie de casemates. L'armement du navire était complété par huit canons de 47 mm (1,9 pouces), qui assuraient une défense à courte portée contre les torpilleurs. Le Emanuele Filiberto portait également quatre tubes lance-torpilles de 450 mm (17,7 pouces) dans des lanceurs montés sur le pont.
Le navire était protégé par de l'acier Harvey. La ceinture blindée avait une épaisseur de 249 mm, et le pont une épaisseur de 70 mm. Le poste de commandement était protégé par un blindage de 249 mm sur les côtés. Les canons de la batterie principale avaient également un blindage de 249 mm d'épaisseur sur les tourelles, et les casemates avaient une épaisseur de 150 mm.

## Construction et service
Le Emanuele Filiberto a été nommé d'après le prince Emanuele Filiberto, duc d'Aoste. Il a été construit par le Regio Cantiere di Castellammare di Stabia (chantier naval royal de Castellammare di Stabia), à Naples. La pose de la quille du navire a été faite le 5 octobre 1893 et il a été lancé le 29 septembre 1897. En septembre 1900, le navire a commencé ses essais en mer au large de Naples ; au cours de ces essais, le Emanuele Filiberto a maintenu une vitesse de 18 nœuds (33 km/h) pendant deux heures. Il a été mis en service le 6 septembre 1901, mais les travaux finaux sur le navire n'ont été achevés que le 16 avril 1902.
Le navire a passé les premières années de sa carrière dans le 1er escadron, avec son navire-jumeau (sister ship) Ammiraglio di Saint Bon, les trois cuirassés de la classe Re Umberto et les deux cuirassés de la classe Regina Margherita. En 1902-1903, le Emanuele Filiberto était dans la flotte principale italienne avec son navire-jumeau, les trois Re Umberto et deux des cuirassés de la classe Ruggiero di Lauria ; alors que dans leur routine normale d'entraînement en temps de paix, les navires de la flotte principale étaient maintenus en service pour des exercices pendant sept mois de l'année. En octobre 1906, le navire a participé à d'importantes manœuvres de la flotte sous le commandement du vice-amiral Alfonso di Brocchetti dans la mer Ionienne. Les exercices ont duré du 10 au 26 octobre. Les manœuvres ont culminé avec une attaque simulée de la flotte italienne sur les défenses du port de Tarente. Pendant les manœuvres de 1908, le Emanuele Filiberto a servi dans l'escadron ami, tandis que le Ammiraglio de Saint Bon a été affecté à l'escadron hostile.

### Guerre italo-turque

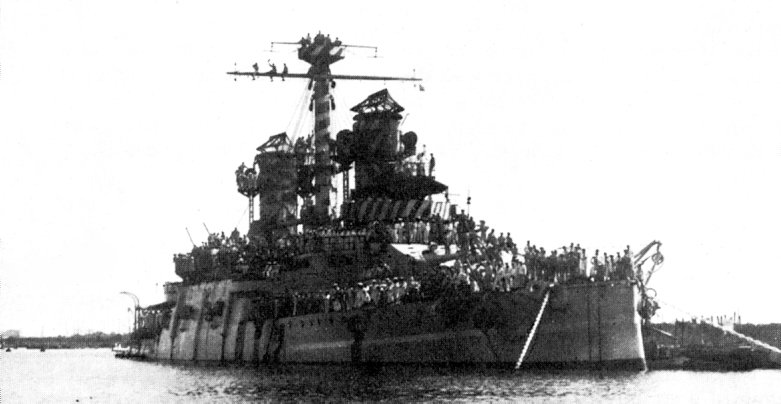
Le Emanuele Filiberto

Le 29 septembre 1911, le royaume d'Italie déclare la guerre à l'Empire ottoman afin de s'emparer de la Libye. Le Emanuele Filiberto sert dans la 3e division, qu'il rejoint le 30 septembre. Il sert aux côtés du Ammiraglio di Saint Bon et des deux cuirassés de la classe Regina Margherita. Le navire participe au bombardement des forteresses défendant Tripoli le 3 octobre. Les soldats italiens débarquent deux jours plus tard, et le 11, ils ont pris la ville. En décembre, il est stationné en Italie.
Le 13 avril 1912, le Emanuele Filiberto et le reste de la 3e division naviguent de Tobrouk vers la mer Égée pour rejoindre la 1re division. Les deux unités se sont rencontrées le 17 avril au large de l'île de Stampalia, après quoi la flotte combinée a fait route vers le nord. Le lendemain, les navires coupent les câbles télégraphiques sous-marins entre Imbros, Ténédos, Lemnos, Salonique et les Dardanelles. La majorité de la flotte bombarde les forteresses qui protègent les Dardanelles ; pendant ce temps, le Emanuele Filiberto et le torpilleur Ostro se rendent au port de Vathy sur l'île de Samos et bombardent les casernes de l'armée ottomane. Le Ostro torpille ensuite une canonnière ottomane dans le port, après quoi les navires italiens repartent. Le 19 avril, le Emanuele Filiberto et la plupart de la flotte retournent en Italie, laissant seulement les croiseurs Pisa, Amalfi et une flottille de torpilleurs en croisière au large des côtes ottomanes.
Le 30 avril, le Emanuele Filiberto et le reste de la 3e division ont escorté un convoi de navires de transport de troupes de Tobrouk à l'île de Rhodes. Les navires lourds italiens ont fait une démonstration au large de la ville de Rhodes tandis que les transports ont débarqué le corps expéditionnaire à 16 km au sud le 4 mai; les soldats ont rapidement avancé sur la ville, soutenus par les tirs d'artillerie de la flotte italienne. Les Turcs ont capitulé le lendemain. Vers la fin du mois de mai, la 3e division retourne en Italie. En juillet, le Emanuele Filiberto et le reste de la division se sont retirés en Italie pour remplacer les canons usés et effectuer d'autres réparations. En octobre, les Ottomans avaient accepté de signer un traité de paix pour mettre fin à la guerre.

### Première Guerre mondiale

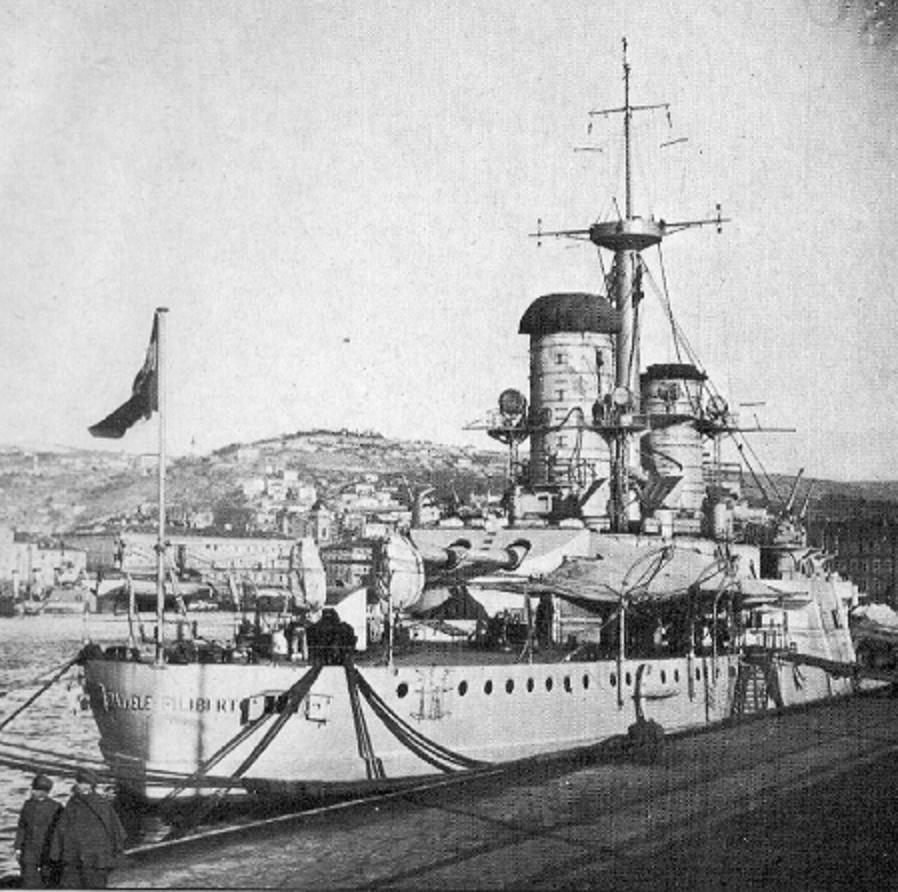
Le Emanuele Filiberto à Fiume, fin 1918, après la fin de la Première Guerre mondiale

L'Italie a déclaré sa neutralité après le début de la Première Guerre mondiale en août 1914, mais en juillet 1915, la Triple-Entente avait convaincu les Italiens d'entrer en guerre contre les Puissances centrales avec des promesses d'acquisition de territoires dans Italia irredenta. La marine austro-hongroise, qui était le principal rival de l'Italie depuis des décennies, est le principal adversaire dans ce conflit. La flotte de combat austro-hongroise se trouve dans ses ports, juste en face de l'étroite mer Adriatique. L'amiral Paolo Thaon di Revel, chef d'état-major de la marine italienne, pense que les sous-marins (Unterseeboot ou U-boot) et les mouilleurs de mines austro-hongrois peuvent opérer très efficacement dans les eaux étroites de l'Adriatique. La menace que représentent ces armes sous-marines pour ses navires-capitaux est trop sérieuse pour qu'il utilise la flotte de manière active. Au lieu de cela, Revel décide de mettre en place un blocus à l'extrémité sud de l'Adriatique, relativement plus sûre, avec la flotte de combat, tandis que des navires plus petits, comme les vedettes-torpilleurs MAS, mènent des raids sur les navires et les installations austro-hongrois. Pendant ce temps, les cuirassés de Revel seraient préservés pour affronter la flotte de combat austro-hongroise au cas où elle chercherait un engagement décisif. Par conséquent, le Emanuele Filiberto et le reste de la flotte de combat italienne n'ont pas connu d'action significative pendant la guerre.
Une fois l'Italie entrée en guerre, le Emanuele Filiberto a été utilisé comme navire de défense portuaire à Venise pour protéger le port des attaques navales autrichiennes. Il a été aidé dans cette tâche par son navire-jumeau et le vieux cuirassé Sardegna, ainsi que par deux croiseurs et plusieurs petites embarcations. Le navire n'est resté dans l'inventaire de la marine italienne que peu de temps après la fin de la guerre en 1918, et il a été rayé du registre naval le 29 mars 1920 et ensuite démoli pour la ferraille.

## Sources
- (en) Cet article est partiellement ou en totalité issu de l’article de Wikipédia en anglais intitulé « Italian battleship Emanuele Filiberto » (voir la liste des auteurs).